# Temporada 2008 del Intercontinental Rally Challenge
La temporada 2008 fue la edición 3º del Intercontinental Rally Challenge. Comenzó el 4 de abril en el Istanbul Rally y finalizó el 12 de diciembre en el Rally de China.

## Calendario
| N.º | Fecha               | Rally                              | Superficie | Series | Resultados |
| --- | ------------------- | ---------------------------------- | ---------- | ------ | ---------- |
| 1   | 4–6 de abril        | 37. Istambul Rally                 | Tierra     | ERC    | Resultados |
| 2   | 8–10 de mayo        | 42. Vodafone Rally de Portugal     | Tierra     |        | Resultados |
| 3   | 27–28 de junio      | 44. Belgium Ypres Westhoek Rally   | Asfalto    | ERC    | Resultados |
| 4   | 11–12 de julio      | Rally Russia                       | Tierra     |        | Resultados |
| 5   | 1–2 de agosto       | 49. Rali Vinho da Madeira          | Asfalto    | ERC    | Resultados |
| 6   | 22–24 de agosto     | 38. Barum Rally Zlín               | Asfalto    | ERC    | Resultados |
| 7   | 11–13 de septiembre | 45.º Rally Príncipe de Asturias    | Asfalto    |        | Resultados |
| 8   | 26–28 de septiembre | 50. Rally Sanremo                  | Asfalto    |        | Resultados |
| 9   | 24–26 de octubre    | 49. Rallye International du Valais | Asfalto    |        | Resultados |
| 10  | 5–12 de diciembre   | China Rally                        | Tierra     |        | Resultados |

## Equipos
| Equipo                            | Constructor | Vehículo                       | Piloto                | Copiloto             | Rondas        |
| --------------------------------- | ----------- | ------------------------------ | --------------------- | -------------------- | ------------- |
| Abarth & C. Spa                   | Abarth      | Fiat Abarth Grande Punto S2000 | Giandomenico Basso    | Mitia Dotta          | 1–9           |
| Abarth & C. Spa                   | Abarth      | Fiat Abarth Grande Punto S2000 | Anton Alén            | Timo Alanne          | 1–4, 6–9      |
| Abarth & C. Spa                   | Abarth      | Fiat Abarth Grande Punto S2000 | Umberto Scandola      | Guido D'Amore        | 5, 9          |
| Abarth & C. Spa                   | Abarth      | Fiat Abarth Grande Punto S2000 | Umberto Scandola      | Dario D'Esposito     | 8             |
| Abarth & C. Spa                   | Abarth      | Fiat Abarth Grande Punto S2000 | Andrea Navarra        | Guido D'Amore        | 8             |
| Abarth & C. Spa                   | Abarth      | Fiat Abarth Grande Punto S2000 | Alessio Pisi          | Luca Costantini      | 8             |
| Abarth & C. Spa                   | Abarth      | Fiat Abarth Grande Punto S2000 | Renato Travaglia      | Lorenzo Granai       | 8             |
| Island Motorsport                 | Abarth      | Fiat Abarth Grande Punto S2000 | Renato Travaglia      | Lorenzo Granai       | 1, 3, 5–6     |
| Fiat Motorsport Turkey            | Abarth      | Fiat Abarth Grande Punto S2000 | Volkan Isik           | Kaan Özsenler        | 1, 3, 5–6     |
| Procar                            | Abarth      | Fiat Abarth Grande Punto S2000 | Daniel Sola           | Óscar Sánchez        | 1–4, 7        |
| Procar                            | Abarth      | Fiat Abarth Grande Punto S2000 | François Duval        | Patrick Pivato       | 2             |
| Cersanit Rally Team               | Abarth      | Fiat Abarth Grande Punto S2000 | Michał Sołowow        | Maciek Baran         | 1             |
| Fiat Vodafone                     | Abarth      | Fiat Abarth Grande Punto S2000 | José Pedro Fontes     | António Costa        | 2, 5          |
| H.F. Grifone SRL                  | Abarth      | Fiat Abarth Grande Punto S2000 | Didier Auriol         | Denis Giraudet       | 2, 4, 8       |
| Bluthunder Racing Italy           | Abarth      | Fiat Abarth Grande Punto S2000 | Corrado Fontana       | Carlo Cassina        | 3             |
| Fiat Auto España                  | Abarth      | Fiat Abarth Grande Punto S2000 | Miguel Fuster         | José Vicente Medina  | 7             |
| Scuderia Solferino Rally          | Abarth      | Fiat Abarth Grande Punto S2000 | Olivier Burri         | Benjamin Veillas     | 9             |
| Champion Racing                   | Peugeot     | Peugeot 207 S2000              | Jan Kopecký           | Petr Starý           | 1–4           |
| Peugeot Team Belux                | Peugeot     | Peugeot 207 S2000              | Freddy Loix           | Robin Buysmans       | 1–9           |
| Peugeot Team Belux                | Peugeot     | Peugeot 207 S2000              | Nicolas Vouilloz      | Nicolas Klinger      | 1–9           |
| REC International Management      | Peugeot     | Peugeot 207 S2000              | Brice Tirabassi       | Fabrice Gordon       | 1–5           |
| Racing Lions SRL                  | Peugeot     | Peugeot 207 S2000              | Luca Rossetti         | Matteo Chiarcossi    | 1–3, 5–6, 8–9 |
| Stohl Racing                      | Peugeot     | Peugeot 207 S2000              | Manfred Stohl         | Ilka Minor           | 2             |
| Peugeot Total                     | Peugeot     | Peugeot 207 S2000              | Bruno Magalhães       | Mario Castro         | 2             |
| Peugeot Total                     | Peugeot     | Peugeot 207 S2000              | Bruno Magalhães       | Carlos Magalhães     | 5, 7          |
| BF Goodrich Drivers Team          | Peugeot     | Peugeot 207 S2000              | Miguel Campos         | Paulo Babo           | 2             |
| BF Goodrich Drivers Team          | Peugeot     | Peugeot 207 S2000              | Patrick Snijers       | Wim Soenens          | 3             |
| BF Goodrich Drivers Team          | Peugeot     | Peugeot 207 S2000              | Pavel Valoušek        | Zdeněk Hrůza         | 6             |
| BF Goodrich Drivers Team          | Peugeot     | Peugeot 207 S2000              | Sergio Vallejo        | Diego Vallejo        | 7             |
| BF Goodrich Drivers Team          | Peugeot     | Peugeot 207 S2000              | Andrea Torlasco       | Michele Brega        | 8             |
| Peugeot Total Hungaria            | Peugeot     | Peugeot 207 S2000              | Janos Toth            | Robert Tagai         | 2–3, 6, 9     |
| Carsanit Rally Team               | Peugeot     | Peugeot 207 S2000              | Michał Sołowow        | Maciek Baran         | 3, 5–6, 8     |
| RRE Sports                        | Peugeot     | Peugeot 207 S2000              | Juho Hänninen         | Mikko Markkula       | 4             |
| Team de Ralis Olca                | Peugeot     | Peugeot 207 S2000              | Alexandre Camacho     | Pedro Calado         | 5             |
| Tescoma Rally Team                | Peugeot     | Peugeot 207 S2000              | Roman Kresta          | Petr Gross           | 6             |
| Peugeot Sport España              | Peugeot     | Peugeot 207 S2000              | Enrique García Ojeda  | Jordi Barrabés Costa | 6–7           |
| Peugeot Sport España              | Peugeot     | Peugeot 207 S2000              | Luis Monzón           | José Carlos Déniz    | 7             |
| Peugeot Sport España              | Peugeot     | Peugeot 207 S2000              | Oscar Garre           | Pablo Marcos Secades | 7             |
| Peugeot Sport Polska              | Peugeot     | Peugeot 207 S2000              | Bryan Bouffier        | Xavier Panseri       | 6, 9          |
| Lugano Racing Team                | Peugeot     | Peugeot 207 S2000              | Gregoire Hotz         | Pietro Ravasi        | 9             |
| Red Bull Rallye Team              | Ralliart    | Mitsubishi Lancer Evo IX       | Andreas Aigner        | Klaus Wicha          | 2             |
| Red Bull Rallye Team              | Ralliart    | Mitsubishi Lancer Evo IX       | Bernardo Sousa        | Carlos Magalhães     | 2             |
| Ralliart Italy                    | Ralliart    | Mitsubishi Lancer Evo IX       | Armindo Araújo        | Miguel Ramalho       | 2             |
| Ralliart Italy                    | Ralliart    | Mitsubishi Lancer Evo IX       | Paolo Andreucci       | Anna Andreussi       | 2, 8          |
| RRE Sports                        | Ralliart    | Mitsubishi Lancer Evo IX       | Juho Hänninen         | Mikko Markkula       | 2             |
| Heuvel Motor Sport                | Ralliart    | Mitsubishi Lancer Evo IX       | Jasper van den Heuvel | Martine Kolman       | 3             |
| Driving Art                       | Ralliart    | Mitsubishi Lancer Evo IX       | Andrey Zhigunov       | Igor Ter-Oganesiants | 4             |
| EuroOil Čepro Czech National Team | Ralliart    | Mitsubishi Lancer Evo IX       | Václav Pech           | Petr Uhel            | 6             |
| Guizhou Bailing team              | Ralliart    | Mitsubishi Lancer Evo IX       | Liu Chao Dong         | Hongyu Pan           | 10            |
| Guizhou Bailing team              | Ralliart    | Mitsubishi Lancer Evo IX       | Hongjie Wei           | Shaojun Huang        | 10            |
| Guizhou Bailing team              | Ralliart    | Mitsubishi Lancer Evo IX       | Juha Salo             | Mika Stenberg        | 10            |
| Soueast-Motor Wan Yu Rally Team   | Ralliart    | Mitsubishi Lancer Evo IX       | Jarko Miettinen       | Mikko Lukka          | 10            |
| Soueast-Motor Wan Yu Rally Team   | Ralliart    | Mitsubishi Lancer Evo IX       | Fan Fan               | Junwei Fang          | 10            |
| Soueast-Motor Wan Yu Rally Team   | Ralliart    | Mitsubishi Lancer Evo IX       | Jixiang Wu            | Zhengliang Ke        | 10            |
| Soueast-Motor Wan Yu Rally Team   | Ralliart    | Mitsubishi Lancer Evo IX       | Zhonglin Yang         | Weipeng Zhang        | 10            |
| Mark Higgins                      | MG          | MG S2000 Sport                 | Mark Higgins          | Rory Kennedy         | 3             |
| Stuart Jones                      | MG          | MG S2000 Sport                 | Stuart Jones          | George Gwynn         | 9             |
| Duindistel                        | Volkswagen  | Volkswagen Polo S2000          | Bernd Casier          | Frédéric Miclotte    | 3             |
| Belgian VW Club                   | Volkswagen  | Volkswagen Polo S2000          | Bernd Casier          | Frédéric Miclotte    | 6, 8          |
| Belgian VW Club                   | Volkswagen  | Volkswagen Polo S2000          | Raphaël Auquier       | Cedric Pirotte       | 3             |
| René Georges Rally Sport          | Volkswagen  | Volkswagen Polo S2000          | Philippe Greiffenberg | Laurent Fourcade     | 9             |
| JAS Motorsport                    | Honda       | Honda Civic Type-R R3          | Guy Wilks             | David Moynihan       | 4             |

## Resultados

### Campeonato de Pilotos
| Pos | Piloto                | IST | POR | YPR | RUS | MAD | ZLI | AST | SAN | VAL | CHN | Pts |
| --- | --------------------- | --- | --- | --- | --- | --- | --- | --- | --- | --- | --- | --- |
| 1   | Nicolas Vouilloz      | 2   | 3   | 2   | 5   | 1   | 2   | 2   | 2   | 2   |     | 58  |
| 2   | Freddy Loix           | 8   | Ret | 1   | 4   | 6   | 1   | 3   | 5   | 1   |     | 48  |
| 3   | Giandomenico Basso    | Ret | 4   | 6   | 3   | 2   | Ret | 1   | 1   | 5   |     | 46  |
| 4   | Luca Rossetti         | 1   | 1   | 3   |     | 5   | 7   |     | 3   | 3   |     | 44  |
| 5   | Anton Alén            | 3   | Ret | 11  | 2   |     | Ret | 6   | 8   | 6   |     | 21  |
| 6   | Renato Travaglia      | 4   |     | Ret |     | 4   | 5   |     | 4   |     |     | 19  |
| 7   | Jan Kopecký           | 5   | 2   | Ret | 6   |     |     |     |     |     |     | 15  |
| 8   | Juho Hänninen         |     | 5   |     | 1   |     |     |     |     |     |     | 14  |
| 9   | Bryan Bouffier        |     |     |     |     |     | 3   |     |     | 4   |     | 11  |
| 10  | Jarkko Miettinen      |     |     |     |     |     |     |     |     |     | 1   | 10  |
| 11  | Cao Dong Liu          |     |     |     |     |     |     |     |     |     | 3   | 8   |
| 12  | Alexandre Camacho     |     |     |     |     | 3   |     |     |     |     |     | 6   |
| 13  | Jun Xu                |     |     |     |     |     |     |     |     |     | 4   | 6   |
| 14  | Enrique García Ojeda  |     |     |     |     |     | 13  | 4   |     |     |     | 5   |
| 15  | Bernd Casier          |     |     | 4   |     |     |     |     |     |     |     | 5   |
| 16  | Pavel Valoušek        |     |     |     |     |     | 4   |     |     |     |     | 5   |
| 17  | Fan Fan               |     |     |     |     |     |     |     |     |     | 6   | 5   |
| 18  | Patrick Snijers       |     |     | 5   |     |     |     |     |     |     |     | 4   |
| 19  | Miguel Ángel Fuster   |     |     |     |     |     |     | 5   |     |     |     | 4   |
| 20  | János Tóth            |     | Ret | Ret |     |     | 6   |     |     | 8   |     | 4   |
| 21  | Bruno Magalhães       |     | 6   |     |     | 8   |     | Ret |     |     |     | 4   |
| 22  | Hanping Ma            |     |     |     |     |     |     |     |     |     | 7   | 4   |
| 23  | Dani Solà             | 6   | Ret | Ret | Ret |     |     | Ret |     |     |     | 3   |
| 24  | Alessandro Perico     |     |     |     |     |     |     |     | 6   |     |     | 3   |
| 25  | Zhuoyong Tan          |     |     |     |     |     |     |     |     |     | 8   | 3   |
| 26  | Volkan Isik           | 7   |     | Ret |     | 11  | 16  |     |     |     |     | 2   |
| 27  | Brice Tirabassi       | Ret | Ret | Ret | 7   | Ret |     |     |     |     |     | 2   |
| 28  | Umberto Scandola      |     |     |     |     | 7   |     |     | Ret | Ret |     | 2   |
| 29  | Manfred Stohl         |     | 7   |     |     |     |     |     |     |     |     | 2   |
| 30  | Jasper van den Heuvel |     |     | 7   |     |     |     |     |     |     |     | 2   |
| 31  | Sergio Vallejo        |     |     |     |     |     |     | 7   |     |     |     | 2   |
| 32  | Luca Cantamessa       |     |     |     |     |     |     |     | 7   |     |     | 2   |
| 33  | Gregoire Hotz         |     |     |     |     |     |     |     |     | 7   |     | 2   |
| 34  | Jixiang Wu            |     |     |     |     |     |     |     |     |     | 9   | 2   |
| 35  | Andreas Aigner        |     | 8   |     |     |     |     |     |     |     |     | 1   |
| 36  | Josef Peták           |     |     |     |     |     | 8   |     |     |     |     | 1   |
| 37  | Alberto Hevia         |     |     |     |     |     |     | 8   |     |     |     | 1   |
| 38  | Paul Lietaer          |     |     | 9   |     |     |     |     |     |     |     | 1   |
| 39  | Oleg Antropov         |     |     |     | 9   |     |     |     |     |     |     | 1   |
| 40  | Jianrong Jan          |     |     |     |     |     |     |     |     |     | 11  | 1   |
| Pos | Piloto                | IST | POR | YPR | RUS | MAD | ZLI | AST | SAN | VAL | CHN | Pts |

| Color     | Resultado                                              |
| Oro       | Ganador                                                |
| Plata     | 2ª plaza                                               |
| Bronce    | 3ª plaza                                               |
| Verde     | Finalizó (diez primeros)                               |
| Azul      | Finalizó                                               |
| Violeta   | No terminó (Ret)                                       |
| Negro     | Descalificado (DES)                                    |
| Blanco    | No empezó (DNS)                                        |
| Blanco    | Excluido (EX)                                          |
| Blanco    | Lesionado (LES)                                        |
| Sin color | No participó                                           |
| x1        | Puntos extra                                           |
| (x)       | Entre paréntesis, puntos no computables para el total. |